# Corgémont
Corgémont is een gemeente en plaats in het Zwitserse kanton Bern, en maakt deel uit van het district Jura bernois. Corgémont telt 1.621 inwoners.

## Geboren
- Charles-Ferdinand Morel (1772-1848), predikant, politicus en filantroop; bijgenaamd doyen du Jura

## Overleden
- Isabelle de Gélieu (1779-1834), schrijfster en vertaalster; echtgenote van Charles-Ferdinand Morel
- Charles-Ferdinand Morel (1772-1848), predikant, politicus en filantroop; bijgenaamd doyen du Jura